# Abinomn
L'abinomn o avinomen (també anomenat foia o baso) és una llengua aïllada inicialment documentada per Mark Donohue, parlada a la província de Papua d'Indonèsia. Té uns 300 parlants.
Abinomn no està estretament relacionat amb cap altra llengua, i es desconeixen els seus parents més propers. Generalment es tracta com una llengua aïllada.

## Descripció lingüística

### Pronom
Els pronoms de l'abinomn són:
| jo        | mit    | nosaltres dos | mor | nosaltres   | awp |
| tu        | ni     | vosaltres dos | por | vosaltres   | pi  |
| ell, ella | in, nn | ells dos      | nar | ells, elles | kn  |